# Загребский лексикографический институт имени Мирослава Крлежи
Загребский лексикографический институт имени Мирослава Крлежи (хорв. Leksikografski zavod Miroslav Krleža или LZMK) — национальный лексикографический институт Хорватии. Расположен в Загребе, основан в 1950 году как Национальный лексикографический институт Социалистической Федеративной Республики Югославия. Филиалы находились в Белграде и Любляне.
Переименован в честь своего основателя, хорватского писателя Мирослава Крлежи в 1983 году, и стал называться Югославским Лексикографическим Институтом «Мирослав Крлежа» (Jugoslavenski leksikografski zavod «Miroslav Krleža»). Своё нынешнее название институт получил в 1991 году, после распада Югославии.
Среди сотрудников института — бывшая советская киноактриса, ныне литературный деятель, Наталья Воробьёва.